# Sawley
Sawley è una cittadina di 6.500 abitanti della contea del Derbyshire, in Inghilterra, situata nei pressi del punto di giunzione tra i fiumi Derwent e Trent.
L'antico nome della cittadina era Sallè ovvero la collina dove crescono gli abeti, e possiede un'antica chiesa risalente al XIII secolo. A causa del suo punto altamente strategico la cittadina acquistò una certa rilevanza amministrativa e commerciale nella regione che mantenne fino a tutto il XIX secolo.